# Алия (репатриация на евреите)
Алия (на иврит: עלייה‎; буквално „подем“, „изкачване“, „издигане“) – репатриацията или завръщането на евреите в Израел, а преди основаването на държавата Израел – в Ерец Израел. Това е едно от основните понятия на ционизма, залегнал в израелския закон в Закона за завръщането. Противоположното действие, емиграция на евреи от Израел, се нарича йерида („слизане“, „спускане“).
|  | Тази страница частично или изцяло представлява превод на страницата „Алия (репатриация в Израиль“ в Уикипедия на руски. Оригиналният текст, както и този превод, са защитени от Лиценза „Криейтив Комънс – Признание – Споделяне на споделеното“, а за съдържание, създадено преди юни 2009 година – от Лиценза за свободна документация на ГНУ. Прегледайте историята на редакциите на оригиналната страница, както и на преводната страница, за да видите списъка на съавторите. ВАЖНО: Този шаблон се отнася единствено до авторските права върху съдържанието на статията. Добавянето му не отменя изискването да се посочват конкретни източници на твърденията, които да бъдат благонадеждни. |